# Cattedrali in Bolivia
Questa è una lista di cattedrali in Bolivia.

## Cattedrali cattoliche
| Cattedrale                                                                                       | Arcidiocesi o Diocesi                   | Località                | Dedicazione                           | Immagine |
| ------------------------------------------------------------------------------------------------ | --------------------------------------- | ----------------------- | ------------------------------------- | -------- |
| Cattedrale di San Sebastiano Catedral Metropolitana San Sebastián                                | Arcidiocesi di Cochabamba               | Cochabamba              | San Sebastiano                        |          |
| Cattedrale di Nostra Signora della Pace Catedral Basílica de Nuestra Señora de La Paz            | Arcidiocesi di La Paz                   | La Paz                  | Vergine Maria                         |          |
| Cattedrale di San Lorenzo Catedral Metropolitana Basílica de San Lorenzo                         | Arcidiocesi di Santa Cruz de la Sierra  | Santa Cruz de la Sierra | San Lorenzo                           |          |
| Cattedrale di Nostra Signora di Guadalupe Catedral Basílica de Nuestra Señora de Guadalupe       | Arcidiocesi di Sucre                    | Sucre                   | Nostra Signora di Guadalupe           |          |
| Cattedrale di Nostra Signora di Luján Catedral Nuestra Señora de Luján                           | Ordinariato militare in Bolivia         | La Paz                  | Nostra Signora di Luján               |          |
| Cattedrale dell'Assunzione di Maria Vergine Catedral Nuestra Señora de la Asuncion               | Diocesi di Oruro                        | Oruro                   | Assunzione di Maria                   |          |
| Cattedrale dei Santi Pietro e Paolo Catedral de San Pedro y San Pablo                            | Diocesi di Coroico                      | Coroico                 | San Pietro e San Paolo                |          |
| Cattedrale di Nostra Signora della Candelora Catedral Nuestra Señora de la Candelaria            | Diocesi di El Alto                      | El Alto                 | Vergine della Candelaria              |          |
| Cattedrale di Sant'Ignazio Catedral de San Ignacio                                               | Diocesi di San Ignacio de Velasco       | San Ignacio de Velasco  | Sant'Ignazio                          |          |
| Cattedrale di Nostra Signora della Pace Catedral Basílica de Nuestra Señora de La Paz            | Diocesi di Potosí                       | Potosí                  | Vergine Maria                         |          |
| Cattedrale di Nostra Signora della Pace Catedral de Nuestra Señora de La Pa                      | Diocesi di Tarija                       | Tarija                  | Vergine Maria                         |          |
| Cattedrale di San Pietro e Vergine della Candelora Catedral de San Pedro Virgen de la Candelaria | Prelatura territoriale di Aiquile       | Aiquile                 | San Pietro e Vergine della Candelaria |          |
| Cattedrale di San Francesco d'Assisi Catedral San Francisco de Asís                              | Vicariato apostolico di Camiri          | Camiri                  | San Francesco d'Assisi                |          |
| Cattedrale della Santissima Trinità Catedral de la Santísima Trinidad                            | Vicariato apostolico di El Beni         | Trinidad                | Trinità                               |          |
| Cattedrale dell'Immacolata Concezione Catedral de la Inmaculada Concepción                       | Vicariato apostolico di Ñuflo de Chávez | Concepción              | Immacolata Concezione                 |          |
| Cattedrale di Nostra Signora del Carmine Catedral Nuestra Señora del Carmen                      | Vicariato apostolico di Pando           | Riberalta               | Beata Vergine Maria del Monte Carmelo |          |